# Cronologia das confederações nacionais de futebol
Esta é uma cronologia da fundação das associações nacionais de futebol.
- 1863: The Football Association (Inglaterra, 26 de outubro).[1]
- 1873: Associação Escocesa de Futebol (13 de março).[2][3]
- 1880: Associação Norte-Irlandesa de Futebol (18 de novembro).[4]
- 1889: Associação Dinamarquesa de Futebol (18 de maio).[5]
- 1889: Real Associação de Futebol dos Países Baixos (8 de dezembro).[6]
- 1893: Associação Argentina de Futebol (21 de fevereiro).[7][8]
- 1895: Federação Chilena de Futebol (19 de junho).[9]
- 1895: Federação Belga de Futebol (1 de setembro).[10]
- 1895: Associação Suíça de Futebol (7 de abril).[11]
- 1898: Federação Italiana de Futebol (16 de março).[12]
- 1900: Federação Alemã de Futebol (28 de janeiro).[13]
- 1900: Associação Uruguaia de Futebol (30 de março).[14]
- 1901: Federação Húngara de Futebol (19 de janeiro).[15][16]
- 1901: Associação de Futebol da República Tcheca (19 de outubro).[17]
- 1904: Associação Sueca de Futebol (18 de dezembro).[18]
- 1906: Associação Paraguaia de Futebol (18 de junho).[19]
- 1909: Real Federação Espanhola de Futebol (14 de outubro).[20]
- 1912: União de Futebol da Rússia (6 de janeiro no calendário gregoriano; 19 de janeiro no calendário juliano).[21]
- 1913: Federação de Futebol dos Estados Unidos (5 de abril).[22]
- 1914: Federação Portuguesa de Futebol (31 de março).[23]
- 1914: Federação Brasileira de Futebol (como a antiga Federação Brasileira de Sports, 8 de junho).[24][25]
- 1919: Associação Polonesa de Futebol (20 de dezembro).[26]
- 1920: Associação de Futebol da Eslovênia (23 de abril).[27]
- 1921: Associação de Futebol do Japão (10 de setembro).[28]
- 1921: Associação Estoniana de Futebol (14 de dezembro).[29]
- 1922: Federação Peruana de Futebol (23 de agosto).[30]
- 1923: Federação Turca de Futebol (23 de abril).[31][32]
- 1924: Federação Colombiana de Futebol (12 de outubro).[33]
- 1925: Federação Equatoriana de Futebol (30 de maio).[34]
- 1925: Federação Bolíviana de Futebol (12 de setembro).[35][36]
- 1926: Federação Venezuelana de Futebol (19 de janeiro).[37]
- 1926: Federação Helênica de Futebol (14 de novembro).[38][39]
- 1927: Federação Mexicana de Futebol (23 de agosto).[40]
- 1928: Associação Coreana de Futebol (Coreia do Sul, 22 de maio).[41]
- 1930: Associação de Futebol da Albânia (6 de junho).[42]
- 1931: Associação de Futebol de Montenegro (8 de março).[43]
- 1934: Associação de Futebol do Chipre (23 de setembro).[44]
- 1938: Associação Eslovaca de Futebol (4 de novembro).[45]
- 1947: Federação Islandesa de Futebol (26 de março).[46]
- 1955: Associação Chinesa de Futebol (refundada em 3 de janeiro).[47]
- 1976: Federação Moçambicana de Futebol (1 de janeiro).[48]
- 1979: Associação de Futebol das Ilhas Faroe (12 de janeiro).[49]
- 1991: Associação de Futebol da África do Sul (8 de dezembro).[50]
- 1991: Federação de Futebol da Ucrânia (13 de dezembro).[51]